# John Parr
John Stephen Parr (ur. 18 listopada 1952 w Worksop) – brytyjski muzyk, gitarzysta i autor tekstów muzyki pop, którego szczyt popularności przypadał na połowę lat 80. XX w. Sprzedał ponad 10 mln płyt na całym świecie, autor soundtracków do kultowych filmów dekady.

## Życiorys
John Parr urodził się w Worksop w Wielkiej Brytanii. Swoją karierę muzyczną rozpoczął jako 12-latek współtworząc wraz z dwoma szkolnymi kolegami grupę The Silence z którą osiągnął nawet pewien sukces (odbyli tournée po Europie). Następnie na krótko związał się z zespołem Ponders End. Występy w żadnej z tych grup nie były mu jednak w stanie zapewnić kontraktu płytowego – podstawy sukcesu komercyjnego w muzycznym showbiznesie. Dopiero oferta ze strony wytwórni „Carlin Music” złożona Parrowi w 1983 roku oraz propozycja od Meat Loafa napisania kilku piosenek do jego płyt (albumy: Bad Attitude, Blind Before I Stop) otworzyły mu drogę do światowej kariery.
W 1984 Paar wydał swój pierwszy solowy singiel pt. Naughty Naughty, który okazał się dość dużym sukcesem na rynku amerykańskim (23 miejsce w Hot 100 tygodnika Billboard). Rok później, podczas jednej z tras koncertowych po Stanach z zespołem Toto, od jednego z czołowych producentów muzycznych na rynku amerykańskim Davida Fostera otrzymał propozycję napisania soundtracka do filmu Ognie świętego Elma. Sam film zyskał „względną” popularność, jednak piosenka w wykonaniu Parra, która mu towarzyszyła, stała się absolutnym hitem na całym świecie, numerem jeden w Stanach Zjednoczonych. Dziś jest jednym z najbardziej znanych utworów muzyki pop lat 80., a samemu wykonawcy przyniosła sławę, nominację do nagrody Grammy oraz możliwość koncertowania u boku tak znanych gwiazd jak Céline Dion, Paul Anka, Rob Lowe, Roger Daltrey, Tina Turner, The Beach Boys, John Travolta. W następnych latach Paar był również autorem lub wykonawcą soundtracków do filmów: Quicksilver i American Anthem z 1986 (wespół z Marilyn Martinem), Trzech mężczyzn i dziecko oraz The Running Man i Blisko ciemności z 1987. Większość z tych filmów, jeśli nawet okazała się hitami swojej dekady, dziś uległa już zapomnieniu, jednak ich soundtracki z udziałem Parra (autorstwo lub wykonanie) wciąż są pamiętane i często odtwarzane w „mediach”. Z tego okresu na swoim artystycznym koncie Paar ma również autorstwo piosenek Toma Jonesa, The Monkees, Tygers of Pan Tang, Bucks Fizz. Brał udział w największych koncertach i show dekady, m.in. w „New Year Christmas Show” w Londynie w 1985. Imprezy te gromadziły miliony ludzi, a dla samego Parra zaowocowały światową popularnością i lukratywnymi kontraktami reklamowymi na następne lata, m.in. ze strony producentów odzieży, kosmetyków itp. Stały się również dla niego przepustką do świata filmu. W 1989 Paar zagrał główną rolę w rock-operze pt. Paris, która zdobyła liczne nagrody, głównie za ścieżkę dźwiękową.
W 2006 roku Paar powrócił do branży muzycznej po blisko 10-letniej nieobecności. Chociaż wciąż odnosił sukcesy, nigdy już nie odzyskał poprzedniej popularności. Remiks jego najsłynniejszego przeboju St. Elmo's Fire ponownie znalazł się na czołówkach światowych list przebojów w 2006. W 2007 roku odbył tournée po Kanadzie z Bryanem Adamsem oraz zaangażował się w działalność charytatywną niepełnosprawnego sportowca Ricka Hansena. W 2007 roku był autorem soundtracka do filmu Bracia Solomon. W 2011 towarzyszył Richardowi Marxowi w jego tournée po Wielkiej Brytanii. Obecnie (2014) współtworzy grupę „Acoustic Fever”, która w 2013 wydała swój pierwszy album. Od kilku lat głównym polem jego aktywności pozostaje działalność charytatywna.

## Dyskografia

### Albumy
- 1984 John Parr
- 1986 Running the Endless Mile
- 1989 Paris
- 1992 Man With a Vision
- 1996 Under Parr
- 2011 Letter to America
- 2012 The Mission
- 2013 Acoustic Fever

### Single
- 1984 Naughty Naughty
- 1985 
  - Magical
  - St. Elmo's Fire
  - Love Grammar
- 1986 
  - Don't Leave Your Mark on Me
  - Rock 'n' Roll Mercenaries (z Meat Loafem)
  - Blame It on the Radio
  - Two Hearts
  - Running the Endless Mile
  - Don't Worry 'Bout Me
- 1988 Restless Heart
- 1990 Always on my Mind
- 1991 Westward Ho
- 1992 
  - Man With a Vision
  - It's Startin' All Over Again
- 1996 
  - The River Runs Deep
  - Size of the Boat
  - Secrets
- 2006 
  - St. Elmo's Fire (recording)
  - New Horizon (remiks)
- 2007 Walking Out of the Darkness

### ścieżki dźwiękowe do filmów
| Rok  | Utwór                                      | Film                      |
| ---- | ------------------------------------------ | ------------------------- |
| 1985 | "Love Grammar"                             | Lot Świerkowej Gęsi       |
| 1985 | "Steal You Away"                           | Lot Świerkowej Gęsi       |
| 1986 | "Two Hearts"                               | Amerykański Hymn          |
| 1986 | "Through the Night" (feat. Marilyn Martin) | Żywe Srebro               |
| 1987 | "St. Elmo's Fire (Man in Motion)"          | Ognie św. Elma            |
| 1988 | "Restless Heart"                           | Uciekinier                |
| 1990 | "Always on my Mind"                        | Butterbrot                |
| 1991 | "Westward Ho"                              | Wakacje z trabantem       |
| 1991 | "White doves have crossed the borders"     | Wakacje z trabantem       |
| 2019 | "The Minute I Saw You"                     | Trzech mężczyzn i dziecko |